# Dumitru Teaci
Dumitru Teaci (n. 25 noiembrie 1925, Târnova, Județul Hotin, România – d. 12 aprilie 2001, București, România) a fost un pedolog, cartograf, profesor universitar și om politic român, fondator al bonitării solurilor în România și unul dintre cei mai importanți pedologi ai generației sale. A contribuit decisiv la dezvoltarea metodelor de cartare, clasificare și bonitare a solurilor românești, având un impact semnificativ asupra agriculturii românești și internaționale. A fost deputat în legislatura 1990–1992, ales în Municipiul București pe listele PDAR, partid pe care l-a fondat.

## Biografie

### Origini și educație
Dumitru Teaci s-a născut la 25 noiembrie 1925 în satul Târnova, Județul Hotin (azi în Republica Moldova), într-o familie de țărani. Provenind din Basarabia, a fost unul dintre cei peste un milion de români care s-au refugiat în România în timpul celui de-al Doilea Război Mondial. A urmat școala primară de 7 ani în satul natal între 1932–1939, apoi studiile liceale la Cernăuți (1939–1943), în condițiile dificile ale războiului. A continuat cursul superior al liceului la Pitești (1943–1946) și Timișoara (1946–1948), obținând bacalaureatul la 23 de ani. A studiat la Facultatea de Agronomie Timișoara, absolvind ca șef de promoție cu „examen de stat” și „Diplomă de merit”.

### Carieră profesională
După absolvire, în 1952, Dumitru Teaci a fost repartizat ca pedolog la Direcția Agricolă a Regiunii Timișoara, iar din 1953 a lucrat la Serviciul de cartare pedologică al Ministerului Agriculturii, unde a fost șef al Serviciului de cartare pedologică și agrochimică între 1957–1962. În 1962 a fost încadrat la Institutul de Cercetări pentru Pedologie și Agrochimie (ICPA), unde a ocupat funcția de șef al Secției de cercetare în domeniul genezei, cartografiei și clasificării solurilor. Între 1976–1987 a fost secretar științific al Academia de Științe Agricole și Silvice (ASAS), sub conducerea lui Angelo Miculescu și Tiberiu Mureșan, revenind apoi la ICPA ca cercetător științific.
A fost profesor universitar la Facultatea de Geodezie a Institutului de Construcții București între 1955–1990, unde a predat discipline precum „Organizarea teritoriului agricol”, „Pedologia cu bazele geomorfologiei” și „Ecologia și organizarea teritoriului”. Din 1985 a fost acreditat conducător de doctoranzi în pedologie.

### Activitate politică
După 1989, Dumitru Teaci s-a implicat în politică, fondând Partidul Democrat Agrar (PDAR). A fost ales deputat în Camera Deputaților în legislatura 1990–1992, reprezentând Municipiul București pe listele PDAR. A activat ca vicepreședinte al Comisiei pentru Învățământ, Știință, Tineret și Sport și a fost membru al delegației române la Consiliul Europei.

## Activitate științifică

### Domenii de cercetare
Dumitru Teaci a contribuit la:
- Pedologia clasică și ameliorativă
- Cartografia și bonitarea solurilor
- Clasificarea solurilor
- Zonarea pedoclimatică
- Ecologia agricolă și agroecosisteme zonale
- Organizarea teritoriului agricol

### Contribuții originale
Dumitru Teaci a fost fondatorul bonitării solurilor în România, elaborând o metodologie parametrică originală (1960–1965), prezentată și în teza sa de doctorat. A identificat și caracterizat solul „Smolniță” (redenumit Vertisol), a conceput metode de fertilizare a nisipurilor din Delta Dunării și a reorganizat laboratoarele zonale de agrochimie. A elaborat lucrarea „Bonitarea și caracterizarea tehnologică a terenurilor agricole din România” (1965–1976), la scara 1:500.000–1:50.000, care rămâne o bază unitară de date pentru resursele funciare agricole.
A introdus concepte precum „Agroecosistemele zonale din România” și „Macroecosistemele Europene” (1992), precum și modelarea matematică a proceselor pedogenetice. A utilizat fotograme color în cartarea pedologică și a dezvoltat termeni noi, cum ar fi „ecometrie” și „teritoriu ecologic omogen” (TEO), precum și formula producției agricole: \( y = N \times B \times M \).

### Metodologie și inovații
A combinat cercetarea de teren cu analize de laborator, aplicând metode matematice (curbe de regresie, clasificare parametrică 0–100) pentru bonitarea solurilor. A fost printre primii cercetători români care au folosit fotograme color și modelare matematică în pedologie, punând accent pe caracterul practic al cercetării pentru organizarea producției agricole.

## Publicații
Dumitru Teaci a publicat peste 175 de lucrări, dintre care 30 în străinătate, în domenii precum pedologia, bonitarea solurilor, ecologia și organizarea teritoriului agricol.

### Cărți și monografii
- „Bonitarea terenurilor agricole” (1970, 174 p.; 1980, 296 p.).
- „Organizarea teritoriului” (curs universitar, 1963).
- „Solurile României” (1967, cu C. Chiriță și C. Păunescu).
- „Transformarea peisajului României” (1983).
- „Economia funciară” (1984, cu colaboratori).
- „Influența condițiilor de mediu asupra creșterii pomilor în România” (1985, cu St. Puiu și alții).
- „Progresul tehnic în agricultură și industria alimentară” (1988, cu N. Nicolescu).

### Articole științifice
- „Solurile și formațiunile submerse din Delta Dunării” (1964).
- „Contribuții la diagnosticarea și clasificarea solurilor aluviale” (1967).
- „Cercetări privind solurile din Câmpia Ghilanului din Iran” (1970).
- „Harta de raionare pedoclimatică a terenurilor agricole” (1972).
- „Capacitatea de producție actuală și potențială a terenurilor agricole din România” (1977).

## Premii și recunoaștere
Dumitru Teaci a fost onorat cu:
- Premiul Academiei Române (1970) pentru „Bonitarea și caracterizarea tehnologică a terenurilor agricole din România”.
- Titlul „Doctor Docent în Știință” (1975), acordat de Institutul Agronomic „N. Bălcescu” București.
- Membru titular al Academia de Științe Agricole și Silvice (1990).

## Recunoaștere internațională
A oferit consultanță în:
- Iran (1967–1972): Studii pedologice în Câmpia Ghilanului, introducerea culturii de floarea-soarelui, punerea în valoare a terenurilor prin irigații în bazinul Caraciai Saveh.
- Argentina (1974): Studiu explorativ pentru irigarea terenurilor din Patagonia (Rio Negro).
- Algeria: Studiu pentru cartografia pedologică și combaterea eroziunii solului în zonele Mascara și Anaba.
- FAO (1965): Elaborarea studiilor pentru Stațiunea de Cercetări pentru Irigații Băneasa-Giurgiu.

A participat la evenimente internaționale precum Congresul VIII al AISS (București) și Simpozionul Internațional III Bonitare (Iași).

## Contribuții suplimentare

### Activitate didactică
A predat peste 35 de ani la Facultatea de Geodezie, elaborând cursuri precum „Organizarea teritoriului agricol” și „Pedologia cu bazele geomorfologiei”. A fost conducător de doctoranzi în pedologie din 1985.

### Abilități lingvistice
Poliglot rar, Dumitru Teaci vorbea fluent germana, franceza, engleza, rusa, ucraineana și bulgara, conversa în italiana, spaniola, sârba, ceha, poloneza și portugheza, și avea cunoștințe de bază în alte limbi.